# Scellus sinensis
Scellus sinensis är en tvåvingeart som beskrevs av Yang 1998. Scellus sinensis ingår i släktet Scellus och familjen styltflugor. Inga underarter finns listade i Catalogue of Life.